# FYI
FYI (estilizado como fyi,) é um canal a cabo básico americano de propriedade da A&E Networks, uma joint venture entre a subsidiária Disney Media Networks da The Walt Disney Company e a Hearst Communications (cada uma possui 50%). A rede apresenta programação de estilo de vida, com uma mistura de séries de reality, culinária, renovação e reforma de casas.
A rede foi lançada originalmente em 1998 como The Biography Channel, como uma ramificação da A&E e recebeu o nome de sua série de televisão Biography. Como tal, originalmente apresentava programas factuais, como reprises de seu homônimo. À medida que a A&E mudou seu foco para reality shows e séries dramáticas, o Biography Channel se tornou o lar de várias séries que haviam sido substituídas pela rede principal (incluindo a própria Biography), mas mudou para séries voltadas para a realidade em 2007 e foi rebatizado como simplesmente Bio. Em 2014, o canal foi rebatizado como FYI.
FYI estava disponível para 69,0 milhões de lares na América em janeiro de 2016.

## Portugal
O Bio. era transmitido num único sinal para Espanha e Portugal mudando o áudio e a respectiva legenda para o país em que era recepcionado.
A 2 de outubro de 2014 o canal foi substituído pelo A&E em Portugal, Espanha e África também nos mesmos moldes do Bio. mas em 16:9. 

## Brasil
O canal era um subsidiário da A&E Ole Networks, à qual também pertencem os sinais latino-americanos do History e A&E. O Bio. era distribuído pela HBO Latin America Group e faz parte do projeto internacional da AETN, produtora e distribuidora de programas e canais em todo o mundo.
No dia 19 de outubro de 2007 o canal mudou de nome e imagem de The Biography Channel para Bio.
No dia 15 de maio de 2012, o canal inicia suas transmissões em alta definição, na operadora Sky, no canal 250.
No dia 1 de outubro de 2014, o canal foi descontinuado, dando espaço para o novo canal H2.